# Ishockeyturneringerne ved Montreal Winter Carnival
Ishockeyturneringerne ved Montreal Winter Carnival var fem ishockeyturneringer, der blev afholdt i forbindelse med Montreal Winter Carnival i perioden 1883-89. Turneringerne anses for at være de første mesterskabsturneringer i ishockey og forløberen for den første egentlige ishockeyliga i Canada, Amateur Hockey Association of Canada.
I 1883 blev Montreal Amateur Athletic Association (MAAA) bedt om at tilføje sportsaktiviteter til de begivenheder, der blev afholdt ved det årlige Montreal Winter Carnival. Sammen med Montreal Snowshoe Club og McGill University Hockey Club blev der arrangeret en ishockeyturnering med fire hold, der blev spillet dels på Saint Lawrence River, dels indendørs. I 1884 blev der spillet på en udendørs skøjtebane ved McGill University, men herefter blev turneringen afviklet indendørs. Der var ingen turneringer i 1886 og 1888, hvor karnevallet ikke blev afholdt.
Mesterskabstrofæet er udstillet på McCord Museum i Montreal.
| År   | Vinder                        | Spillested                                        |
| ---- | ----------------------------- | ------------------------------------------------- |
| 1883 | McGill University Hockey Club | St. Lawrence River, Crystal Rink og Victoria Rink |
| 1884 | Montreal Victorias            | McGill University                                 |
| 1885 | Montreal Hockey Club          | Crystal Rink                                      |
| 1886 | Intet mesterskab              | Intet mesterskab                                  |
| 1887 | Montreal Hockey Club          | Crystal Rink                                      |
| 1888 | Intet mesterskab              | Intet mesterskab                                  |
| 1889 | Montreal Victorias            | Victoria Rink                                     |

I december 1886 blev Amateur Hockey Association of Canada (AHAC) grundlagt af fire hold fra Montreal, McGill University Hockey Club, Montreal Hockey Club, Montreal Crystals og Montreal Victorias, samt Ottawa Hockey Club fra Ottawa.